# Highway
Highway (bra: Fuga Desenfreada; prt: Estrada Interminável) é um filme estadunidense de 2002, do gênero drama policial, dirigido por James Cox, com roteiro de Scott Rosenburg e estrelado por Jared Leto, Jake Gyllenhaal e Selma Blair

## Sinopse
Jack (Jared Leto) é um playboy de famosa virilidade inversamente proporcional ao total falta de "sex appeal" de seu melhor amigo, Pilot (Jake Gyllenhaal). Por conta de seu libido incontrolável, Jack se mete em uma encrenca, ao dormir com a esposa de Burt Miranda (Mark Rolston), um implacável homem da máfia de Las Vegas. Diante disto, Pilot sugere que eles fujam para Seattle. No caminho, a dupla encontra uma caravana de roqueiros que está indo para Seattle por causa da morte de Kurt Cobain, a ex-prostituta Cassie (Selma Blair) e Johnny Raposa (John C. McGinley), que auto intitula-se "o profeta do novo milênio". Jack e Cassie se apaixonam. Porém, intimidado pelo passado dela, Jack é obrigado a defrontar-se com o seu próprio passado promiscuo.
Quando o grupo finalmente chega a Seattle, descobrem que os homens de Miranda já sabem de seus paradeiros e eventualmente, Jack começa a suspeitar das razões de Pilot ter escolhido Seattle como destino.

## Elenco
- Jared Leto como Jack Hayes
- Jake Gyllenhaal como Pilot Kelson
- Selma Blair como Cassie
- John C. McGinley como Johnny the Fox
- Jeremy Piven como Scawdly
- Frances Sternhagen como Sra. Murray
- Mark Rolston como Burt Miranda
- Matthew Davis como Booty
- M.C. Gainey como Steven